# Scopula donovani
Scopula donovani är en fjärilsart som beskrevs av William Lucas Distant 1892. Scopula donovani ingår i släktet Scopula och familjen mätare. Inga underarter finns listade.